# 奎氏鈍雀鯛
奎氏鈍雀鯛（學名：Amblypomacentrus kuiteri）是輻鰭魚綱鱸形目雀鯛科鈍雀鯛屬的其中一種，目前已知在斯里蘭卡及印尼巴里島海域，深度15至30公尺，體長可達7.5公分，棲息在沙底質海域，以浮游生物為食，繁殖期時會成對出現，具領域性，雄魚會守護魚卵直到卵孵化。